# Gonzalo Hurtado de Guinea
Gonzalo Hurtado de Guinea (nascut el 27 de gener de 1948) és un entrenador de futbol espanyol.

## Carrera com a entrenador
Nascut a Madrid, Hurtado va començar la seva carrera d'entrenador al CF Rayo Majadahonda, i es va traslladar al Tomelloso CF el 1988. L'any següent va ser nomenat entrenador de l'Atlètic de Madrid B, i va romandre al capdavant de l'equip fins al 1991.
L'estiu de 1992 Hurtado va ser nomenat entrenador del CD Toledo. Va liderar el club a l'ascens des de Segona Divisió B en la seva primera temporada i també va aconseguir acabar quart en la seva segona, només es va perdre un segon ascens consecutiu en els play-off.
El 1996 Hurtado va ser nomenat entrenador del seu company de lliga UD Almeria. Després de només dues victòries a la lliga en 11 partits, va ser rellevat de les seves funcions.
Hurtado va ser nomenat al CE Castelló l'any 1998, acabant només novè en la campanya. Va ser nomenat entrenador del Reial Múrcia l'any següent, i va liderar el club al seu retorn a Segona Divisió després d'una absència de sis anys.
A finals de desembre de 2000, Hurtado va ser nomenat entrenador del Getafe CF, i va deixar el club al final de la temporada, després de patir el descens de l'equip. L'any 2003 esdevingué l'ajudant de Gregorio Manzano a l'Atlètic de Madrid, and maintained his role at RCD Mallorca i va mantenir el seu paper al RCD Mallorca i al Sevilla FC.